# Malá Mača, Galanta
Malá Mača este o comună slovacă, aflată în districtul Galanta din regiunea Trnava. Localitatea se află la altitudinea de 121 m deasupra n.m., se întinde pe o suprafață de 7,97 km2 și în 2017 număra 599 de locuitori.

## Demografie
| An:                | 1994 | 2004 | 2014   | 2024   |
| ------------------ | ---- | ---- | ------ | ------ |
| Număr de persoane: | 0    | 600  | 598    | 607    |
| Diferență:         |      | –    | −0,33% | +1,50% |

| An:                | 2023 | 2024   |
| ------------------ | ---- | ------ |
| Număr de persoane: | 606  | 607    |
| Diferență:         |      | +0,16% |